# Mičiko Macudaová
Mičiko Macudaová (japonsky 松田 理子, * 26. října 1966) je bývalá japonská fotbalistka.

## Reprezentační kariéra
Za japonskou reprezentaci v letech 1981 až 1991 odehrála 45 reprezentačních utkání. Byla členkou japonské reprezentace i na Mistrovství světa ve fotbale žen 1991.

## Statistiky
| Japonsko | Japonsko | Japonsko |
| Roky     | Záp.     | Góly     |
| -------- | -------- | -------- |
| 1981     | 1        | 0        |
| 1982     | 0        | 0        |
| 1983     | 0        | 0        |
| 1984     | 3        | 2        |
| 1985     | 0        | 0        |
| 1986     | 10       | 3        |
| 1987     | 4        | 0        |
| 1988     | 2        | 0        |
| 1989     | 9        | 1        |
| 1990     | 5        | 2        |
| 1991     | 11       | 2        |
| Celkem   | 45       | 10       |

## Úspěchy

### Reprezentační
- Mistrovství Asie:  1986, 1991;  1989